# 犬いなる遺産
『犬いなる遺産』（いぬいなるいさん、原題：The Duke）は、1999年のイギリス・カナダの映画。

## 概要
ある老公爵の爵位と財産の相続権が、彼の飼い犬にあったことから起きた騒動を描いたコメディ映画。

## キャスト
※括弧内は日本語吹き替え
- チャイブス - ジェームズ・ドゥーアン（長克巳）
- スマイス医師 - ウィニー・クーパー
- シャーロット - コートニー・ドレイパー（阿部桐子）
- フォートブロッサム - ジュディ・ギーソン
- シャメラ - ソフィー・ヘイマン（唐沢潤）
- 公爵 - ジョン・ネヴィル（伊藤和晃）
- フロリアン - ジェレミー・マクスウェル（鈴木正和）
- セシル - オリバー・マーヘッド（坂口哲夫）